# Isabelle Attard
Isabelle Attard (n. 14 noiembrie 1969, Vendôme, Centre, Franța) este o cercetătoare, director de muzeu și politician francez. 
Ea a fost deputat al circumscripției nr. 5 a departamentului Calvados între 2012 și 2017. A fost copreședinte al partidului Nouvelle Donne până în ianuarie 2015, părăsindu-l în iunie 2015.

## Biografie

### Viața personală și profesională
După un prim an de studii în științe economice la Universitatea din Bordeaux, Isabelle Attard s-a orientat către istorie și a obținut o diplomă de studii universitare generale la Universitatea din Orléans. A lucrat apoi ca jurnalist la ziarul La République du Centre. În anul 1990 s-a căsătorit și s-a mutat la Göteborg, în Suedia, unde a fost angajată într-un restaurant McDonald's. Ea a purtat numele de Isabelle Robert până la divorț. A continuat să studieze istoria și a obținut licența în 1991.
Ea s-a mutat în 1992 în orașul Kiruna din Laponia unde a lucrat pe post de consultant în turism și a participat la dezvoltarea turismului practicat de populațiile francofone în această regiune. În paralel, ea și-a reluat studiile și a obținut o diplomă de licență în arheologie nordică la Universitatea din Umeå în 1996.
S-a întors în Franța în 1997 și și-a reluat studiile, de această dată la Sorbona, unde a obținut o diplomă de studii aprofundate în arheologia mediului în 1999. Din 1999 până în 2002 a lucrat la Muzeul național de istorie naturală (MNHN) din Paris.
În 2002, ea a plecat în Africa de Sud pe post de cercetător al sitului arheologic Duinefontein, în perioada studiilor pentru pregătirea tezei de doctorat (2000-2004). După ce a reușit la concursul de specialist în conservarea patrimoniului în 2004, a fost numită în 2005 la conducerea Muzeului Tapiseriei din Bayeux, deținând acest post până la demisia ei în 2010.
În 2010, ea a obținut un doctorat în arheologia mediului-arheozoologie. Ea a fost apoi membru al unității de cercetare 7209 (arheozoologie, arheobotanică: societăți, practici și mediu) la MNHN și CNRS.
A îndeplinit funcția de director al Muzeului debarcării pe Plaja Utah de la Canalul mânecii din 2010 până în iunie 2012.
În 2014, ea a primit premiul l’E-Toile d’Or 2014 « politique » pentru activitatea sa legislativă în favoarea software-ul liber.

### Activitate politică

#### Verzii și EELV
Isabelle Attard a aderat la mișcarea Verzilor în 2001 și apoi, în 2010, la Europe Écologie Les Verts (EELV). A fost purtătorul de cuvânt al grupului local Bessin-Côte de Nacre al EELV din 2011 până în 2012. În septembrie 2011 și-a anunțat intenția de a candida din partea EELV la alegerile parlamentare din 2012. Partidul ei a propus-o candidat în octombrie 2011.
În virtutea  unui acord parlamentar încheiat între Europe Écologie Les Verts și Partidul Socialist, care prevedea că, în schimbul renunțării de a mai avea candidați în 60 de circumscripții rezervate ecologiștilor, Partidul Socialist beneficia de retragerea a 90 de candidați ecologiști, PS s-a angajat că nu va desemna un candidat în circumscripția nr. 5 a departamentului Calvados în alegerile legislative din 2012, cu scopul de a sprijini EELV. Prin urmare, Isabelle Attard a fost desemnată candidat al Partidului Socialist în noiembrie 2011. Ea a avut 10 contracandidați, inclusiv un candidat disident al PS, Jean-Pierre Lavisse, care a fost exclus din partidul său, dar a obținut 19,48 % din voturi în primul tur de scrutin. Ea l-a depășit în turul al doilea, organizat pe 17 iunie 2012, pe candidatul UMP Cedric Nouvelot.

#### Nouvelle Donne
La 5 decembrie 2013 a anunțat public că părăsește gruparea Europe Écologie Les Verts pentru a se alătura partidului nou-creat Nouvelle Donne.
A fost desemnată apoi copreședinte al partidului de către consiliul național al Nouvelle Donne, celălalt copreședinte fiind Pierre Larrouturou. În paralel a fost și purtător de cuvânt al partidului în campania pentru alegerile europene din 2014.
Pe 21 iunie 2015, a publicat, împreună cu alți șaizeci de membri ai partidului, o scrisoare prin care-și anunța plecarea.

### Activitatea de deputat și luări de poziții
Ea a devenit secretar al Comisiei de cultură și educație a  Adunării naționale.
Domeniile ei de interes au fost, printre altele, cultura (patrimoniu, mediul digital), cercetare, libertăți publice și funcționarea instituțiilor politice.
A fost președintele grupului parlamentar de prietenie Franța-Suedia.

#### Propunerea unei legi referitoare la domeniul public
Ea a depus în 2013, împreună cu membrii grupului ecologist, un proiect de lege ce viza lărgirea domeniului public și asigurarea integrității acestuia. Această propunere include, printre altele, o definire pozitivă a domeniului public, crearea infracțiunii de copyfraudă, și numeroase adaptări ale legii drepturilor de autor la noul mediu digital.
Această propunere de lege nu a fost discutată în acea legislatură.
În acest context, ea a publicat la 1 ianuarie 2016 pe site-ul propriu versiunea originală în limba neerlandeză a Jurnalului Annei Frank, atunci când ea a considerat că a intrat în domeniul public; ei i s-au opus deținătorii dreptului de autor pentru acea lucrare.

#### Împotriva prelungirea stării de urgență în Franța
După atentatele teroriste din Franța din 13 noiembrie 2015, Isabelle Attard a fost unul dintre cei șase membri ai Parlamentului Francez care a votat împotriva prelungirii stării de urgență, catalogând acest cvasi unanimitate de parlamentari care au votat pentru prelungirea stării de urgență ca rușinoasă.

#### Eșecul în alegerile din 2017
Candidat la alegerile parlamentare din 2017 și singura personalitate de stânga care a fost susținută în circumscripția sa de toate mișcările de stânga (EELV + PS + BIA + PCF + Ensemble + Partidul piraților), a fost învinsă totuși în prima rundă, obținând 18,20% din voturi în fața candidatului République en marche (LREM) Bertrand Bouyx (38,96%) și a candidatului LR Cédric Nouvelot (23,15%).

## Publicații
- Sandrine Costamagno, Isabelle Robert, Véronique Laroulandie, Vincent Mourre, Céline Thiébaut. « Rôle du gypaète barbu (Gypaetus barbatus) dans la constitution de l'assemblage osseux de la grotte du Noisetier (Fréchet-Aure, Hautes-Pyrénées, France) », 1994, Annales de Paléontologie 94, 4 (2008) 245-265
- Jean-Denis Vigne, Isabelle Robert. « The Bearded Vulture (Gypaetus barbatus) as an Accumulator of Archaeological Bones : Late Glacial Assemblages and Present-day Reference Data in Corsica (Western Mediterranean) », Journal of archaeological science, 2002, vol. 29, no7, p. 763-777 [15 page(s) (article)] (1 p.1/2).
- Isabelle Robert Attard and Jelle W. F. Reumer, « Taphonomic reinterpretation of a bone sample of endemic Pleistocene deer from Crete (Greece): osteoporosis versus regurgitation) », Palaeodiversity, 2: 379–385; Stuttgart, 30 décembre 2009.